# Henri Parot
Henri Unai Parot Navarro  (rođen 6. svibnja 1958.) je član baskijske separatističke skupine ETA.  

## Mladost
Rođen je u Alžiru 1958, sin baskijsko-francuskih roditelja koji su emigrirali u Alžir. Kad je završio alžirski rat za nezavisnost i Henri imao tri godine, vratili su se u Francusku, a kad je imao šesnaest godina doselili su se u baskijski grad Bajonu gdje je naučio baskijski jezik. 

## Oružane akcije
Godine 1978. Parot je stupio u kontakt s ETA-om preko Dominga Iturbea Abasola, zvanog "Txomin", koji će postati jedan od vođa organizacije, koji je navodno predložio unošenje nove "putujuće" komande u organizaciji zvane "Argala" Ova komanda je bila sastavljena isključivo od francuskih državljana, dopuštajući im kretanje s određenom slobodom, bez privlačenja sumnje, po cijeloj Španjolskoj. 
Parot je počinio svoje prvo ubojstvo 2. studenog iste godine u Irunu, kada su on i Jean Pierre Erremundeguy upucali iz blizine industrijalca Joséa Legasu koji je odbijao platiti revolucionarni porez.
Ova ćelija je počinila dvadesetak napada koji su ubili 38 ljudi, a ranili preko 200 ljudi, prvenstveno pripadnika vojske i policije, uključujući i napade kao što su bombaški napad na vojarnu u Zaragozi 11. prosinca 1987. u kojima je poginulo pet djevojčica i dvije žene.

## Uhićenje i optužbe
Dana 2. travnja 1990.g. uhićen je u Sevilli, u eksplozivom natovarenom autu koji je namjeravao ostaviti kod policijske postaje nakon što je pokušao zaobići rutinsku provjeru građanske garde s čijim se agentima uvukao u pucnjavu te ranio dvojicu od njih. 
Parotu je sud pripisao 82 ubojstva, što je iznosilo 26 osuda s ukupno 4797 godina zatvora.Također je osuđen za sudjelovanje u napadu na vojarnu u Zaragozi godine 1987.  u kojem je poginulo 11 ljudi (uključujući 5 djece i 2 žene).